# استان سود سینتی

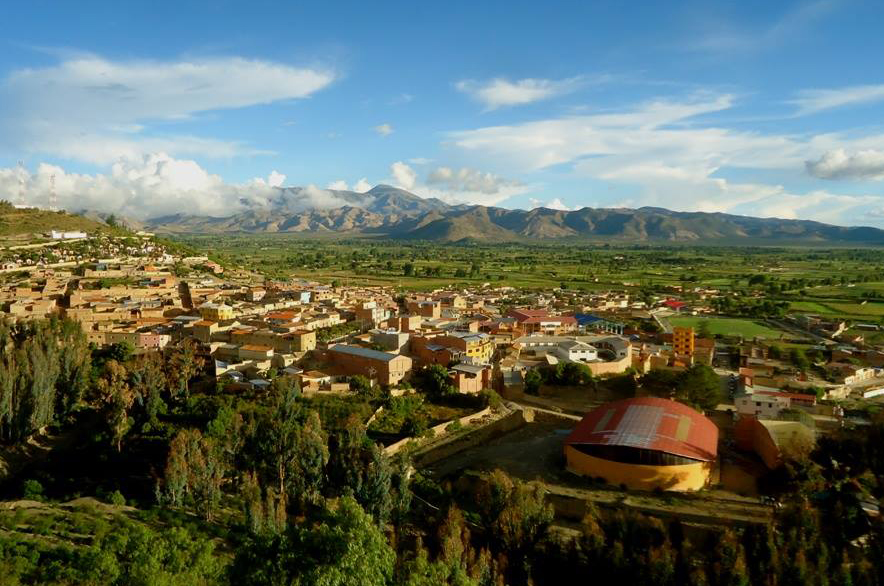
استان سود سینتی

استان سود سینتی (انگلیسی: Sud Cinti Province) یکی از استان‌های بولیوی در بولیوی است که در شهرستان چوکیساکا واقع شده‌است.